# 2015 WBSCプレミア12

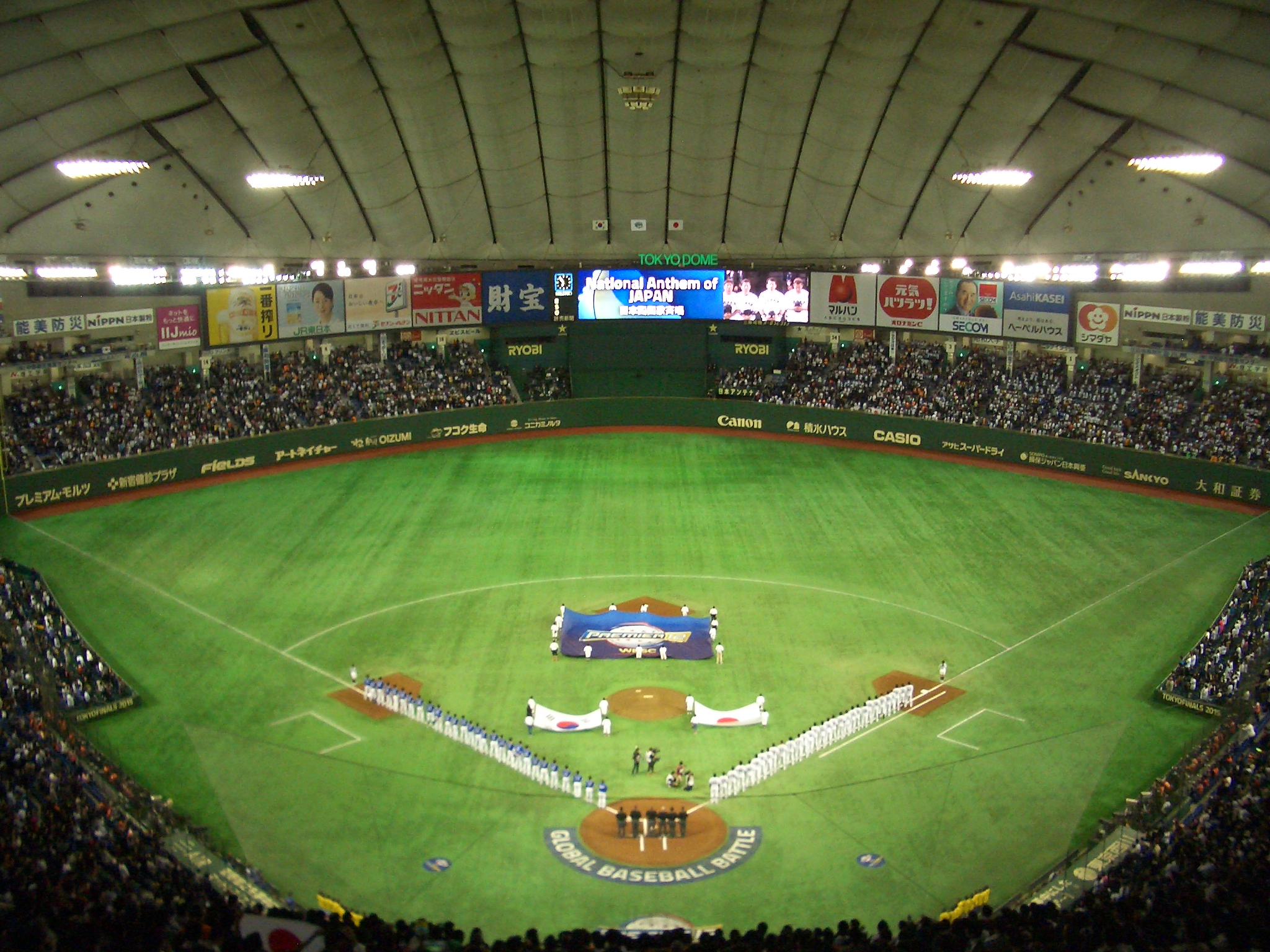

2015 WBSCプレミア12（ダブリュービーエスシー プレミアトゥエルブ、英語：2015 WBSC Premier12）は、世界野球ソフトボール連盟（WBSC）主催により2015年に開催された野球の国際大会、WBSCプレミア12の第1回大会である。日本では「WBSC世界野球プレミア12」（ダブリュービーエスシーせかいやきゅう プレミアじゅうに）とも表記される。
本大会では韓国が優勝を遂げ、WBSCプレミア12の初代王者となった。

## 大会概要
主催
- 世界野球ソフトボール連盟（WBSC）

パートナーシップ
- 中華民国野球協会（CTBA）
- 日本野球機構（NPB）

日程
- 2015年11月8日 - 11月21日（試合開催9日）

開催国・地域
- 日本（開幕戦・準々決勝を除くノックアウトステージ）
- 中華民国（台湾）（開幕戦を除くオープニングラウンド・準々決勝）

出場国・地域
- 12か国・地域（2014年11月末までのWBSC世界野球ランキング上位12か国・地域を招待）

試合数
- 38試合（オープニングラウンド 30試合／ノックアウトステージ 8試合）

賞金
- 380万USドル（優勝100万USドル）

ランキングポイント
- 国際大会で最高のポイントを分配（詳細後日発表）

プレミア12ゴールドスポンサー
- ガンホー・オンライン・エンターテイメント

プレミア12オフィシャルスポンサー
- ウブロ
- アサヒビール
- 日産自動車
- 読売新聞
- 日本通運
- ユニバーシアード台北2017

WBSCグローバルパートナー
- ミズノ
- SSK

## 大会ルール
参考
- 代表資格

五輪憲章に基づく（当該国の有効なパスポートの保持）
- 使用球

WBSC公認球（ミズノ社製MIZUNO200・NPB統一球）
- 球数制限

なし
- 試合方式

12チームを2グループ6チームに分けてラウンドロビン（総当り戦）、各上位4チームの計8チームでノックアウトステージ（トーナメント戦）
延長戦 - 9回を終えて同点である場合10回よりタイブレーク方式を採用。引き分けなしの完全決着制。なお日本対プエルトリコの強化試合は延長戦はなし。
コールドゲーム - 準決勝・決勝を除き、5・6回終了時に15点差以上、7・8回終了時に10点差以上がついた場合は大会規定によりコールドゲームとして試合成立とみなす。
指名打者適用
- トーナメント規則

予選リーグは勝利数を参考に決定し、それで同じ場合は、直接対決の成績で判断。それでも同じ場合は大会レギュレーションに沿って決定する。
試合で使用するベンチは、原則として日程表左側のチームがホーム（後攻め）扱いの1塁側とする。ただし準決勝・決勝はコイントスでホームチームを決定するが、日本代表が出場する場合は後攻め、先攻め（アウェー扱い）を問わず1塁側に陣取る。

## 開催地
| 開幕戦              | グループA・準々決勝              | グループA               |
| ------------------- | -------------------------------- | ----------------------- |
| 札幌                | 台中                             | 雲林                    |
| 札幌ドーム          | 台中インターコンチネンタル野球場 | 斗六野球場              |
| 収容人数: 40,572人  | 収容人数: 20,000人               | 収容人数: 15,000人      |
| 札幌ドーム          |                                  |                         |
| グループB・準々決勝 | グループB                        | 準決勝・3位決定戦・決勝 |
| 桃園                | 台北                             | 東京                    |
| 桃園国際野球場      | 天母野球場                       | 東京ドーム              |
| 収容人数: 20,000人  | 収容人数: 10,000人               | 収容人数: 46,000人      |
|                     |                                  |                         |

## 大会の進行

### 出場国・地域と日程
| 招待順位 | 出場国・地域         | 所属連盟 | 出場回数 |
| -------- | -------------------- | -------- | -------- |
| 1        | 日本                 | BFA      | 初       |
| 2        | アメリカ合衆国       | COPABE   | 初       |
| 3        | キューバ             | COPABE   | 初       |
| 4        | チャイニーズタイペイ | BFA      | 初       |
| 5        | オランダ             | CEB      | 初       |
| 6        | ドミニカ共和国       | COPABE   | 初       |
| 7        | カナダ               | COPABE   | 初       |
| 8        | 韓国                 | BFA      | 初       |
| 9        | プエルトリコ         | COPABE   | 初       |
| 10       | ベネズエラ           | COPABE   | 初       |
| 11       | イタリア             | CEB      | 初       |
| 12       | メキシコ             | COPABE   | 初       |

| キューバ チャイニーズタイペイ オランダ カナダ プエルトリコ イタリア |

| グループA 1位 カナダ グループB 4位 メキシコ |

| グループA 2位 キューバ グループB 3位 韓国 |

| グループB 2位 アメリカ合衆国 グループA 3位 オランダ |

| グループB 1位 日本 グループA 4位 プエルトリコ |

| Game32 勝者 韓国 Game34 勝者 日本 |

| Game31 勝者 メキシコ Game33 勝者 アメリカ合衆国 |

| Game35 勝者 韓国 Game36 勝者 アメリカ合衆国 |

| Game35 敗者 日本 Game36 敗者 メキシコ |

| 日本 アメリカ合衆国 ドミニカ共和国 韓国 ベネズエラ メキシコ |

| - ()内は日付。全て現地時間。 - 枠外は開催都市。枠内は出場国・地域。太字は各組勝利国・地域。 - 1次ラウンドは総当たりリーグ戦で試合を行う。 |

### 1次ラウンド

#### グループA
- 会場： 台中／台中インターコンチネンタル野球場[9]
- 会場： 雲林／斗六棒球場[9]
- 試合日時は台湾標準時(UTC+8)

| 順位 | チーム名             | カナダの旗 | キューバの旗 | オランダの旗 | プエルトリコの旗 | チャイニーズタイペイの旗 | イタリアの旗 | 勝数 | 敗数 | 得点 | 失点 |
| ---- | -------------------- | ---------- | ------------ | ------------ | ---------------- | ------------------------ | ------------ | ---- | ---- | ---- | ---- |
| 1    | カナダ               | -          | ○5-1         | ○3-1         | ○2-0             | ○9-8                     | ○4-0         | 5    | 0    | 23   | 10   |
| 2    | キューバ             | ●1-5       | -            | ○6-5         | ○8-7             | ●1-4                     | ○2-1         | 3    | 2    | 18   | 22   |
| 3    | オランダ             | ●1-3       | ●5-6         | -            | ○11-7            | ○7-4                     | ○16-1        | 3    | 2    | 40   | 21   |
| 4    | プエルトリコ         | ●0-2       | ●7-8         | ●7-11        | -                | ○7-4                     | ○7-1         | 2    | 3    | 28   | 26   |
| 5    | チャイニーズタイペイ | ●8-9       | ○4-1         | ●4-7         | ●4-7             | -                        | ○7-1         | 2    | 3    | 27   | 25   |
| 6    | イタリア             | ●0-4       | ●1-2         | ●1-16        | ●1-7             | ●1-7                     | -            | 0    | 5    | 4    | 36   |

| 日程           | 試合開始 | 先攻                 | スコア | 後攻                 | 回 | 会場                             | 試合時間  | 観客動員 | 試合詳細 |
| -------------- | -------- | -------------------- | ------ | -------------------- | -- | -------------------------------- | --------- | -------- | -------- |
| 2015年11月9日  | 18:45    | オランダ             | 7–4    | チャイニーズタイペイ |    | 台中インターコンチネンタル野球場 | 3時間55分 | 16,188人 | Boxscore |
| 2015年11月10日 | 12:37    | イタリア             | 1–7    | プエルトリコ         |    | 台中インターコンチネンタル野球場 | 3時間37分 | 483人    | Boxscore |
| 2015年11月10日 | 18:38    | カナダ               | 5–1    | キューバ             |    | 台中インターコンチネンタル野球場 | 3時間21分 | 639人    | Boxscore |
| 2015年11月11日 | 12:40    | キューバ             | 6–5    | オランダ             |    | 台中インターコンチネンタル野球場 | 3時間21分 | 674人    | Boxscore |
| 2015年11月11日 | 18:35    | プエルトリコ         | 0–2    | カナダ               |    | 斗六棒球場                       | 2時間51分 | 335人    | Boxscore |
| 2015年11月11日 | 18:35    | チャイニーズタイペイ | 7–1    | イタリア             |    | 台中インターコンチネンタル野球場 | 2時間53分 | 8,517人  | Boxscore |
| 2015年11月12日 | 12:38    | プエルトリコ         | 7–8    | キューバ             | 10 | 台中インターコンチネンタル野球場 | 3時間50分 | 281人    | Boxscore |
| 2015年11月12日 | 18:35    | オランダ             | 16–1   | イタリア             | 7  | 斗六棒球場                       | 3時間08分 | 119人    | Boxscore |
| 2015年11月12日 | 18:35    | カナダ               | 9–8    | チャイニーズタイペイ |    | 台中インターコンチネンタル野球場 | 3時間45分 | 10,245人 | Boxscore |
| 2015年11月14日 | 12:40    | プエルトリコ         | 7–11   | オランダ             |    | 台中インターコンチネンタル野球場 | 3時間33分 | 308人    | Boxscore |
| 2015年11月14日 | 18:35    | イタリア             | 0–4    | カナダ               |    | 斗六棒球場                       | 2時間29分 | 500人    | Boxscore |
| 2015年11月14日 | 18:38    | キューバ             | 1–4    | チャイニーズタイペイ |    | 台中インターコンチネンタル野球場 | 3時間33分 | 17,503人 | Boxscore |
| 2015年11月15日 | 12:34    | チャイニーズタイペイ | 4–7    | プエルトリコ         | 12 | 台中インターコンチネンタル野球場 | 4時間41分 | 17,436人 | Boxscore |
| 2015年11月15日 | 18:36    | イタリア             | 1–2    | キューバ             |    | 斗六棒球場                       | 2時間21分 | 1,200人  | Boxscore |
| 2015年11月15日 | 18:35    | カナダ               | 3–1    | オランダ             |    | 台中インターコンチネンタル野球場 | 2時間31分 | 218人    | Boxscore |

#### グループB
- 会場： 札幌／札幌ドーム[9]（試合日時は日本標準時(UTC+9)）
- 会場： 桃園／桃園国際野球場[9]（試合日時は台湾標準時(UTC+8)）
- 会場： 台北／天母野球場[9]（試合日時は台湾標準時(UTC+8)）

| 順位 | チーム名       | 日本の旗 | アメリカ合衆国の旗 | 大韓民国の旗 | メキシコの旗 | ベネズエラの旗 | ドミニカ共和国の旗 | 勝数 | 敗数 | 得点 | 失点 |
| ---- | -------------- | -------- | ------------------ | ------------ | ------------ | -------------- | ------------------ | ---- | ---- | ---- | ---- |
| 1    | 日本           | -        | ○10-2              | ○5-0         | ○6-5         | ○6-5           | ○4-2               | 5    | 0    | 31   | 14   |
| 2    | アメリカ合衆国 | ●2-10    | -                  | ○3-2         | ○10-0        | ●5-7           | ○11-5              | 3    | 2    | 31   | 24   |
| 3    | 韓国           | ●0-5     | ●2-3               | -            | ○4-3         | ○13-2          | ○10-1              | 3    | 2    | 29   | 14   |
| 4    | メキシコ       | ●5-6     | ●0-10              | ●3-4         | -            | ○6-4           | ○9-6               | 2    | 3    | 23   | 30   |
| 5    | ベネズエラ     | ●5-6     | ○7-5               | ●2-13        | ●4-6         | -              | ○8-6               | 2    | 3    | 26   | 36   |
| 6    | ドミニカ共和国 | ●2-4     | ●5-11              | ●1-10        | ●6-9         | ●6-8           | -                  | 0    | 5    | 20   | 42   |

| 日程           | 試合開始 | 先攻           | スコア | 後攻           | 回 | 会場           | 試合時間  | 観客動員 | 試合詳細 |
| -------------- | -------- | -------------- | ------ | -------------- | -- | -------------- | --------- | -------- | -------- |
| 2015年11月8日  | 19:11    | 韓国           | 0–5    | 日本           |    | 札幌ドーム     | 3時間37分 | 28,848人 | Boxscore |
| 2015年11月10日 | 12:05    | メキシコ       | 6–4    | ベネズエラ     |    | 桃園国際野球場 | 2時間58分 | 800人    | Boxscore |
| 2015年11月10日 | 18:05    | ドミニカ共和国 | 5–11   | アメリカ合衆国 |    | 桃園国際野球場 | 3時間02分 | 500人    | Boxscore |
| 2015年11月11日 | 12:05    | ベネズエラ     | 7–5    | アメリカ合衆国 |    | 桃園国際野球場 | 3時間20分 | 500人    | Boxscore |
| 2015年11月11日 | 18:08    | メキシコ       | 5–6    | 日本           |    | 天母野球場     | 3時間36分 | 6,523人  | Boxscore |
| 2015年11月11日 | 18:55    | 韓国           | 10–1   | ドミニカ共和国 |    | 桃園国際野球場 | 3時間56分 | 600人    | Boxscore |
| 2015年11月12日 | 12:00    | ベネズエラ     | 2–13   | 韓国           | 7  | 桃園国際野球場 | 2時間51分 | 1,010人  | Boxscore |
| 2015年11月12日 | 18:00    | アメリカ合衆国 | 10–0   | メキシコ       | 8  | 天母野球場     | 2時間47分 | 531人    | Boxscore |
| 2015年11月12日 | 18:08    | 日本           | 4–2    | ドミニカ共和国 |    | 桃園国際野球場 | 3時間02分 | 3,500人  | Boxscore |
| 2015年11月14日 | 12:00    | ドミニカ共和国 | 6–8    | ベネズエラ     |    | 桃園国際野球場 | 2時間59分 | 1,112人  | Boxscore |
| 2015年11月14日 | 18:00    | 韓国           | 4–3    | メキシコ       |    | 天母野球場     | 3時間30分 | 2,500人  | Boxscore |
| 2015年11月14日 | 18:05    | 日本           | 10–2   | アメリカ合衆国 |    | 桃園国際野球場 | 3時間27分 | 10,437人 | Boxscore |
| 2015年11月15日 | 12:05    | メキシコ       | 9–6    | ドミニカ共和国 |    | 桃園国際野球場 | 3時間21分 | 1,000人  | Boxscore |
| 2015年11月15日 | 18:00    | アメリカ合衆国 | 3–2    | 韓国           | 10 | 天母野球場     | 4時間08分 | 2,000人  | Boxscore |
| 2015年11月15日 | 18:08    | ベネズエラ     | 5–6    | 日本           |    | 桃園国際野球場 | 3時間22分 | 6,547人  | Boxscore |

### 決勝ラウンド
- 会場： 桃園／桃園国際野球場（試合日時は台湾標準時(UTC+8)）
- 会場： 台中／台中インターコンチネンタル野球場（試合日時は台湾標準時(UTC+8)）
- 会場： 東京／東京ドーム[9]（試合日時は日本標準時(UTC+9)）

|  | 準々決勝       | 準々決勝       |                |   | 準決勝    | 準決勝    |  |  | 決勝 | 決勝 |
|  |                |                |                |   |           |           |  |  |      |      |
|  |                |                |                |   |           |           |  |  |      |      |
|  |                |                |                |   |           |           |  |  |      |      |
|  | カナダ         | 3              |                |   |           |           |  |  |      |      |
|  | カナダ         | 3              |                |   |           |           |  |  |      |      |
|  | メキシコ       | 4              |                |   |           |           |  |  |      |      |
|  | メキシコ       | 4              | メキシコ       | 1 |           |           |  |  |      |      |
|  |                |                | メキシコ       | 1 |           |           |  |  |      |      |
|  |                | アメリカ合衆国 | 6              |   |           |           |  |  |      |      |
|  | オランダ       | アメリカ合衆国 | 6              | 1 |           |           |  |  |      |      |
|  | オランダ       |                |                | 1 |           |           |  |  |      |      |
|  | アメリカ合衆国 | 6              |                |   |           |           |  |  |      |      |
|  | アメリカ合衆国 | 6              | アメリカ合衆国 | 0 |           |           |  |  |      |      |
|  |                |                | アメリカ合衆国 | 0 |           |           |  |  |      |      |
|  |                | 韓国           | 8              |   |           |           |  |  |      |      |
|  | キューバ       | 韓国           | 8              | 2 |           |           |  |  |      |      |
|  | キューバ       |                |                | 2 |           |           |  |  |      |      |
|  | 韓国           | 7              |                |   |           |           |  |  |      |      |
|  | 韓国           | 7              | 韓国           | 4 |           |           |  |  |      |      |
|  |                |                | 韓国           | 4 |           |           |  |  |      |      |
|  |                | 日本           | 3              |   | 3位決定戦 | 3位決定戦 |  |  |      |      |
|  | プエルトリコ   | 日本           | 3              | 3 | 3位決定戦 | 3位決定戦 |  |  |      |      |
|  | プエルトリコ   |                |                | 3 |           |           |  |  |      |      |
|  | 日本           | 9              |                |   |           |           |  |  |      |      |
|  | 日本           | 9              | メキシコ       | 1 |           |           |  |  |      |      |
|  |                |                |                |   |           |           |  |  |      |      |
|  | 日本           | 11             |                |   |           |           |  |  |      |      |
|  | 日本           | 11             |                |   |           |           |  |  |      |      |

| 日程           | 試合開始 | 先攻         | スコア | 後攻           | 回 | 会場                             | 試合時間  | 観客動員 | 試合詳細 |
| -------------- | -------- | ------------ | ------ | -------------- | -- | -------------------------------- | --------- | -------- | -------- |
| 2015年11月16日 | 12:38    | メキシコ     | 4–3    | カナダ         |    | 台中インターコンチネンタル野球場 | 2時間43分 | 150人    | Boxscore |
| 2015年11月16日 | 18:35    | 韓国         | 7–2    | キューバ       |    | 台中インターコンチネンタル野球場 | 3時間30分 | 370人    | Boxscore |
| 2015年11月16日 | 12:35    | オランダ     | 1–6    | アメリカ合衆国 |    | 桃園国際野球場                   | 2時間56分 | 503人    | Boxscore |
| 2015年11月16日 | 18:30    | プエルトリコ | 3–9    | 日本           |    | 桃園国際野球場                   | 3時間14分 | 8,000人  | Boxscore |
| 2015年11月19日 | 19:01    | 韓国         | 4–3    | 日本           |    | 東京ドーム                       | 3時間50分 | 40,258人 | Boxscore |
| 2015年11月20日 | 19:00    | メキシコ     | 1–6    | アメリカ合衆国 |    | 東京ドーム                       | 3時間07分 | 5,105人  | Boxscore |
| 2015年11月21日 | 13:05    | メキシコ     | 1–11   | 日本           | 7  | 東京ドーム                       | 2時間26分 | 40,411人 | Boxscore |
| 2015年11月21日 | 19:00    | 韓国         | 8–0    | アメリカ合衆国 |    | 東京ドーム                       | 3時間39分 | 〃人     | Boxscore |

## 最終成績
| 成績   | 国・地域             | 試合 | 勝数 | 敗数 | 勝率 | 得点 | 失点 |
| ------ | -------------------- | ---- | ---- | ---- | ---- | ---- | ---- |
| 優勝   | 韓国                 | 8    | 6    | 2    | .750 | 48   | 19   |
| 準優勝 | アメリカ合衆国       | 8    | 5    | 3    | .625 | 43   | 34   |
| 3位    | 日本                 | 8    | 7    | 1    | .875 | 54   | 22   |
| 4位    | メキシコ             | 8    | 3    | 5    | .375 | 29   | 50   |
| 5位    | カナダ               | 6    | 5    | 1    | .833 | 26   | 14   |
| 6位    | キューバ             | 6    | 3    | 3    | .500 | 20   | 29   |
| 7位    | オランダ             | 6    | 3    | 3    | .500 | 41   | 27   |
| 8位    | プエルトリコ         | 6    | 2    | 4    | .333 | 31   | 35   |
| 9位    | チャイニーズタイペイ | 5    | 2    | 3    | .400 | 27   | 25   |
| 10位   | ベネズエラ           | 5    | 2    | 3    | .400 | 26   | 36   |
| 11位   | ドミニカ共和国       | 5    | 0    | 5    | .000 | 20   | 42   |
| 11位   | イタリア             | 5    | 0    | 5    | .000 | 4    | 36   |

## 表彰選手

### ウブロ・プレイヤー・オブ・ザ・ゲーム
| 試合                                                                   | 試合    | 選出選手             | 所属球団                       | 成績                   |
| ---------------------------------------------------------------------- | ------- | -------------------- | ------------------------------ | ---------------------- |
| 準決勝                                                                 | Game35  | 李大浩               | 福岡ソフトバンクホークス       | 9回表・逆転2点適時打   |
| 準決勝                                                                 | Game36  | アダム・フレイジャー | ピッツバーグ・パイレーツ傘下AA | 4打数3安打1打点        |
| 3位決定戦                                                              | Game37  | 山田哲人             | 東京ヤクルトスワローズ         | 4打数2安打3打点2本塁打 |
| 大会MVP                                                                | 大会MVP | 金賢洙               | 斗山ベアーズ                   | 33打数11安打13打点     |
| 賞品                                                                   |         |                      |                                |                        |
| ウブロ限定モデル「アエロ・フュージョン プレミア12」192万2400円（税込） |         |                      |                                |                        |

### 個人賞
| タイトル          | 選出選手               | 所属球団                            | 成績               |
| ----------------- | ---------------------- | ----------------------------------- | ------------------ |
| 最優秀選手（MVP） | 金賢洙                 | 斗山ベアーズ                        | 33打数11安打13打点 |
| 首位打者          | マット・マクブライド   | フリーエージェント                  | .563               |
| 最優秀防御率      | 大谷翔平               | 北海道日本ハムファイターズ          | 0.00               |
| 最高勝率          | クリス・ラルー         | フィラデルフィア・フィリーズ傘下AAA | 1.000              |
| 最多打点          | 中田翔                 | 北海道日本ハムファイターズ          | 13打点             |
| 最多本塁打        | 林智勝                 | Lamigoモンキーズ                    | 4本                |
| 最多盗塁          | ランドルフ・オデュベル | ワシントン・ナショナルズ傘下AA      | 3盗塁              |
| 最多得点          | タイラー・オニール     | シアトル・マリナーズ傘下A(Adv)      | 8得点              |
| 最優秀守備        | 坂本勇人               | 読売ジャイアンツ                    |                    |

### オール・ワールド・チーム（ベストナイン）
| 守備位置     | 選出選手               | 所属球団                              |
| ------------ | ---------------------- | ------------------------------------- |
| 投手（先発） | 大谷翔平               | 北海道日本ハムファイターズ            |
| 投手（救援） | ダスティン・モルケン   | クリーブランド・インディアンス傘下AAA |
| 捕手         | ウンベルト・ソーサ     | ベラクルス・レッドイーグルス          |
| 一塁手       | 中田翔                 | 北海道日本ハムファイターズ            |
| 二塁手       | アダム・フレイジャー   | ピッツバーグ・パイレーツ傘下AA        |
| 三塁手       | 黄載鈞                 | ロッテ・ジャイアンツ                  |
| 遊撃手       | カールトン・ダール     | シンシナティ・レッズ傘下A(Adv)        |
| 外野手       | ランドルフ・オデュベル | ワシントン・ナショナルズ傘下AA        |
| 外野手       | マット・マクブライド   | フリーエージェント                    |
| 外野手       | 金賢洙                 | 斗山ベアーズ                          |
| 指名打者     | 李大浩                 | 福岡ソフトバンクホークス              |

## 第1回大会の主な出来事と問題点

### 開催地の変移
第1回大会の開催地は台湾と日本の共催である。当初の予定も台湾と日本の共催（日本と台湾でオープニングラウンド、日本で決勝トーナメント）であったが、WBSCと日本野球機構（NPB）による条件面の交渉が難航したため、WBSCが台湾での単独開催に方針転換。NPBは日本開催を断念した。しかし後日、NPBは再び日台共催の可能性がまだあることを明らかにし、2015年1月7日に台湾と日本の共催が確定した。19日には東京で記者会見が行われ、台湾ではオープニングラウンドと準々決勝、日本では開幕戦（オープニングラウンドの日本戦1試合を日本で開催）と準決勝、3位決定戦、決勝戦が開催されることが発表された。

### メキシコ球界内紛による辞退騒動
第1回大会に招待されたメキシコであったが、メキシコのプロ野球リーグであるリーガ・メヒカーナ・デ・ベイスボル（LMB、マイナーリーグ3A）とリーガ・メヒカーナ・デル・パシフィコ（LMP、ウィンターリーグ）は、メキシコ野球連盟の会長が横領で告発されるなど連盟の腐敗と独裁を理由に、プレミア12への選手派遣をボイコットした。このためメキシコ野球連盟は出場辞退を決断し、WBSC世界野球ランキング13位のパナマに代替出場してくれるよう要請するも、パナマは大会開幕10日前という時期の要請に準備不足は否めずこれを拒否。さらに出場辞退を申し入れた主催のWBSCからは、出場しなければ「今後4年間の国際大会参加禁止」を通告され、連盟は急遽マイナーリーグやアマチュア球界のメキシコ系のアメリカ出身選手や、キューバからメキシコへ亡命した選手をかき集めて大会に出場することになった。この騒動後、メキシコのスポーツ庁はLMBとLMPとともに新団体の設立を発表。今後は2016年3月に地元メヒカリで開催される2017WBC予選でベストチームを結成すべく準備を進めている。

### 韓国からの運営批判
聯合ニュースなどの韓国メディアから、韓国と日本の準決勝は当初20日午後に行われる予定だったが決勝に向けた体力調整のため19日に配置され「日本の全勝優勝のために準決勝の日程が急きょ変更された」との批判があがった（ただし、10月1日の段階で「日本が準決勝に進出した場合は、11月19日のGame35が日本戦となります。」との告知が実施されている。）。韓国メディアでは、韓国チームの台湾での4試合のうち1試合がデーゲームであったことについて「選手のリズムに悪影響を与える。」「日本の横暴が国際大会にふさわしくないように見えるのは事実だ」といった批判があがった。これについては、運営主体である世界野球ソフトボール連盟の財政が厳しく、この大会の目的が五輪競技復活へのプロモーション活動と組織の資金調達にあったため、高額の放映料に見合う日本の試合が全試合ナイター開催になったとみられている。

### 第1回大会終了後の課題
主催の世界野球ソフトボール連盟（WBSC）は「野球がグローバルな競技であると証明した」と発言したように、大会の盛り上がりや収益面からも、第1回大会は成功と言えなくもない結果となった。しかし、観客動員は野球人気がある日本と台湾の共催であっても、地元以外の試合では空席が目立ち、収益面を考えると開催地は限られてしまう。運営面では、14日間で最大8試合を日本と台湾で開催するという選手に負担のある日程、そして準々決勝前に休養日がなく、翌日の試合会場と開始時間が当日の午前1時に発表されたため、早朝に移動を強いられた状況に他国の関係者、選手からは批判の嵐が巻き起こった。また、招待国がWBSC世界野球ランキング上位12か国ということに関係者からは「門戸が狭い」という指摘も多かった。そして、今後MLB選手が参加できる大会になるのかどうかも課題である。
これに対しWBSCのフラッカリ会長は「多くのチームや関係者からポジティブなフィードバックを得た」、「まずは初めての大会なので改善点があるのは承知している。大会スケジュールなどに関しても各国リーグに配慮しながら最適な大会スケジュールを設定できるように対応していきたい」、MLB選手の参加については「現状では難しいが、（将来的には）メジャーリーグの選手も参加するトップレベルの大会にしたい」と語った。また、今回パートナーシップとして大会運営に協力した日本野球機構（NPB）については「NPBの協力なくしてはこの大会は成り立たない」と、MLBに次ぐプロ野球の歴史と運営ノウハウを持つNPBの今後の協力に期待している。第1回大会を終えて会長は「初開催だけに改善点は多いが、明るい未来を感じている」と前向きに語った。

### 日本での盛り上がり
| 日本戦の平均視聴率（ビデオリサーチ：関東地区） | 日本戦の平均視聴率（ビデオリサーチ：関東地区） | 日本戦の平均視聴率（ビデオリサーチ：関東地区） | 日本戦の平均視聴率（ビデオリサーチ：関東地区） |
| 試合日                                         | 対戦相手                                       | 視聴率                                         | 放送局                                         |
| ---------------------------------------------- | ---------------------------------------------- | ---------------------------------------------- | ---------------------------------------------- |
| 11月08日                                       | 韓国                                           | 19.0％                                         | テレビ朝日                                     |
| 11月11日                                       | メキシコ                                       | 16.4％                                         | テレビ朝日                                     |
| 11月12日                                       | ドミニカ共和国                                 | 15.4％                                         | TBS                                            |
| 11月14日                                       | アメリカ合衆国                                 | 18.2％                                         | テレビ朝日                                     |
| 11月15日                                       | ベネズエラ                                     | 20.0％                                         | TBS                                            |
| 11月16日                                       | プエルトリコ                                   | 18.6％                                         | TBS                                            |
| 11月19日                                       | 韓国                                           | 25.2％                                         | TBS                                            |
| 11月21日                                       | メキシコ                                       | 08.8％                                         | テレビ朝日                                     |

第1回ということもあって世間にあまり認知されておらず、MLB選手も出場しないため、本大会は盛り上がりに欠けるのではないかと開幕前から不安視されていたものの、始まってみると日本の好ゲームの連続もあって地上波放送で高視聴率を記録。同時間帯に放送されたサッカー日本代表のFIFAワールドカップ・アジア2次予選の視聴率を上回ったことも話題になった。東京ドームで開催された準決勝・日本対韓国、および3位決定戦・日本対メキシコにはそれぞれ4万人以上の観客が集まり、準決勝・日本対韓国では大会最高の平均25.2％（ビデオリサーチ調べ、関東地区）を記録した。しかし、日本が準決勝で韓国に敗れ3位決定戦に回ると、視聴率は土曜日のデーゲームではあったものの平均8.8％（同上）と下落、日本の敗戦によって視聴者の興味が薄れる形となった。地上波で生放送する予定であった決勝戦も日本が進出しなかったため深夜にダイジェスト版として録画放送された。

## テレビ・ラジオ・ネット放送

### 日本国内
テレビ地上波放送
日本戦のうち、予選ラウンドの第1戦、第2戦、第4戦、および決勝ラウンドの決勝戦はテレビ朝日系列で、予選ラウンドの第3戦、第5戦、および決勝ラウンドの準々決勝、準決勝はTBS系列でそれぞれ完全生放送。
また開幕前の11月5日・11月6日に開催される事前の「ひかりTV4KPresents・侍ジャパン強化試合　日本対プエルトリコ（福岡ヤフオクドーム）」についても、第1戦はテレ朝、第2戦はTBSがそれぞれ放映権を取得している。なお強化試合はそれぞれの在福局である九州朝日放送、RKB毎日放送が後援団体（テレビ中継では主制作を担当するキー局とともに制作協力団体として参加）として名を連ねている。
テレビBS有料放送
J SPORTSで全38試合を完全生放送（日本戦と一部試合は録画放送）。
インターネット有料放送
J SPORTSオンデマンドで全38試合を完全生配信（日本戦と一部試合は録画配信）。
日本戦テレビ中継の日程
- 強化試合・プエルトリコ戦第1戦（11月5日）
  - テレビ朝日系　19:00-20:54（延長なし）
  - BS朝日　20:52-21:54（リレーナイター　22:54まで 60分延長）
  - 制作著作・テレビ朝日、制作協力・九州朝日放送

- 同第2戦（11月6日）
  - TBS系　19:00-20:54（延長なし）
  - BS-TBS　20:54-21:54（リレーナイター   22:54まで 60分延長）
  - 製作著作・TBSテレビ、制作協力・RKB毎日放送

- 開幕戦・韓国戦（11月8日）
  - テレビ朝日系　18:57-20:54（22:59まで 125分延長）　制作著作・テレビ朝日、制作協力・北海道テレビ放送
  - J SPORTS3　11月9日0:00-4:30（ニアライブ中継）

- メキシコ戦（11月11日）
  - テレビ朝日系　19:00-21:51（21:54まで 3分延長、21:54以降は『報道ステーション』に内包して試合終了まで）
  - J SPORTS1 11月12日0:00-4:30（ニアライブ中継）

- ドミニカ共和国戦（11月12日）
  - TBS系　18:50-21:51（22:16まで25分延長）
  - J SPORTS1 11月13日0:00-4:30（ニアライブ中継）

- アメリカ戦（11月14日）
  - テレビ朝日系　18:56-20:54（22:44まで 100分延長）
  - J SPORTS2　11月15日0:00-4:30（ニアライブ中継）

- ベネズエラ戦（11月15日）
  - TBS系　18:30-21:30（22:35まで 65分延長）
  - J SPORTS2　11月16日0:00-4:30（ニアライブ中継）

- 準々決勝（11月16日）
  - TBS系　19:00-22:54
  - J SPORTS2　11月17日0:00-4:30（ニアライブ中継）

- 準決勝（11月19日）
  - TBS系　18:30-21:51（22:56まで 65分延長）
  - J SPORTS1　11月20日0:00-4:30（ニアライブ中継）

- 決勝・または3位決定戦（11月21日）
  - テレビ朝日系　12:55-16:00（3位決定戦、試合終了まで）、11月22日3:45 - 5:00（決勝戦、前日録画中継）
  - J SPORTS1　18:50-23:15（決勝戦）
  - J SPORTS2　11月22日10:00-14:00（3位決定戦、前日録画中継）

日本戦ラジオ中継の日程
- 開幕戦・韓国戦（11月8日）
  - TBSラジオ（関東広域圏ローカル）　18:30-22:00（試合終了まで）
  - 文化放送（関東広域圏ローカル）　19:00-22:00（試合終了まで）
  - ニッポン放送（関東広域圏ローカル）　19:00-21:50（試合終了まで）

- ドミニカ共和国戦（11月12日）
  - ニッポン放送（関東広域圏ローカル）　19:00-21:50（試合終了まで）

- 準決勝（11月19日）
  - TBSラジオ（関東広域圏ローカル）　18:00-22:00（試合終了まで）
  - 文化放送（関東広域圏ローカル）　19:00-22:00（試合終了まで）
  - ニッポン放送（関東広域圏ローカル）　19:00-21:50（試合終了まで）

- 決勝・または3位決定戦（11月21日）
  - TBSラジオ（関東広域圏ローカル）（日本が敗れたため行われず）
  - 文化放送（関東広域圏ローカル）（同上）
  - ニッポン放送（関東広域圏ローカル）（同上）

### 海外
テレビ放送
| - FOX SPORTS（欧州） キプロス、ギリシャ、イスラエル、イタリア、マルタ、オランダ、トルコ - NOS（オランダ放送協会） オランダ - Eleven Sports Network ベルギー、ポーランド、シンガポール、マレーシア - beIN Sports インドネシア、フィリピン、オーストラリア - LeTV 中国 - PPTV 中国 - Macau Cable マカオ - Sky Net ミャンマー、フィリピン | - i-Cable Communications 香港 - VDT（Vietnam Digital Television） ベトナム - Videoland Television Network 台湾 - SBS 韓国 - OSN（Orbit Showtime Network） 北アフリカ地域、中東地域 - Sprotsnet カナダ - ICRT（Cuban Institute of Radio and Television） キューバ |

インターネット放送
- YouTube（WBSC YouTube channel）

テレビ放送をしない国・地域の視聴者には、こちらで大会全試合を無料生配信する。
大会全試合の録画およびダイジェストを、すべての視聴者に無料配信する。